# ذخیره‌گاه طبیعی مرکزی زمین سیاه
ذخیره‌گاه طبیعی مرکزی زمین سیاه (به لاتین: Central Black Earth Nature Reserve) یک منطقهٔ مسکونی در روسیه است که در استان کورسک واقع شده‌است.